# ستيف فورست
ستيف فورست (بالإنجليزية: Steve Forrest)‏ هو موسيقي أمريكي، ولد في 25 سبتمبر 1986 في موديستو في الولايات المتحدة.

## وصلات خارجية
- الموقع الرسمي
- ستيف فورست على موقع ميوزك برينز (الإنجليزية)
- ستيف فورست على موقع أول ميوزيك (الإنجليزية)
- ستيف فورست على موقع ديسكوغز (الإنجليزية)